# Pitvaros
Pitvaros é um município da Hungria, situado no condado de Csongrád-Csanád. Tem 13,14 km² de área e sua população em 2019 foi estimada em 1.331 habitantes.